# Anello di Rowland
L'Anello di Rowland è uno strumento utilizzato per studiare la magnetizzazione di un materiale ferromagnetico, come  il ferro, per capirne il comportamento. Fu sviluppato dal fisico statunitense Henry Augustus Rowland.
L'anello ha la forma di un sottile toroide di sezione circolare al cui intorno è avvolta una bobina primaria; una corrente Ip è inviata nella bobina primaria generando un campo magnetico la cui intensità è determinata dalla capacità di magnetizzazione del nucleo, maggiore se il nucleo è in materiale ferromagnetico. 
L'equazione del campo magnetico all'interno dello spazio toroidale è 
B=B0+BM
dove B è il campo elettromagnetico, B0=μ0nIp intensità campo magnetico in assenza di nucleo in materiale ferromagnetico, e BM è il contributo del nucleo in materiale ferromagnetico.